# Teoría del etiquetado

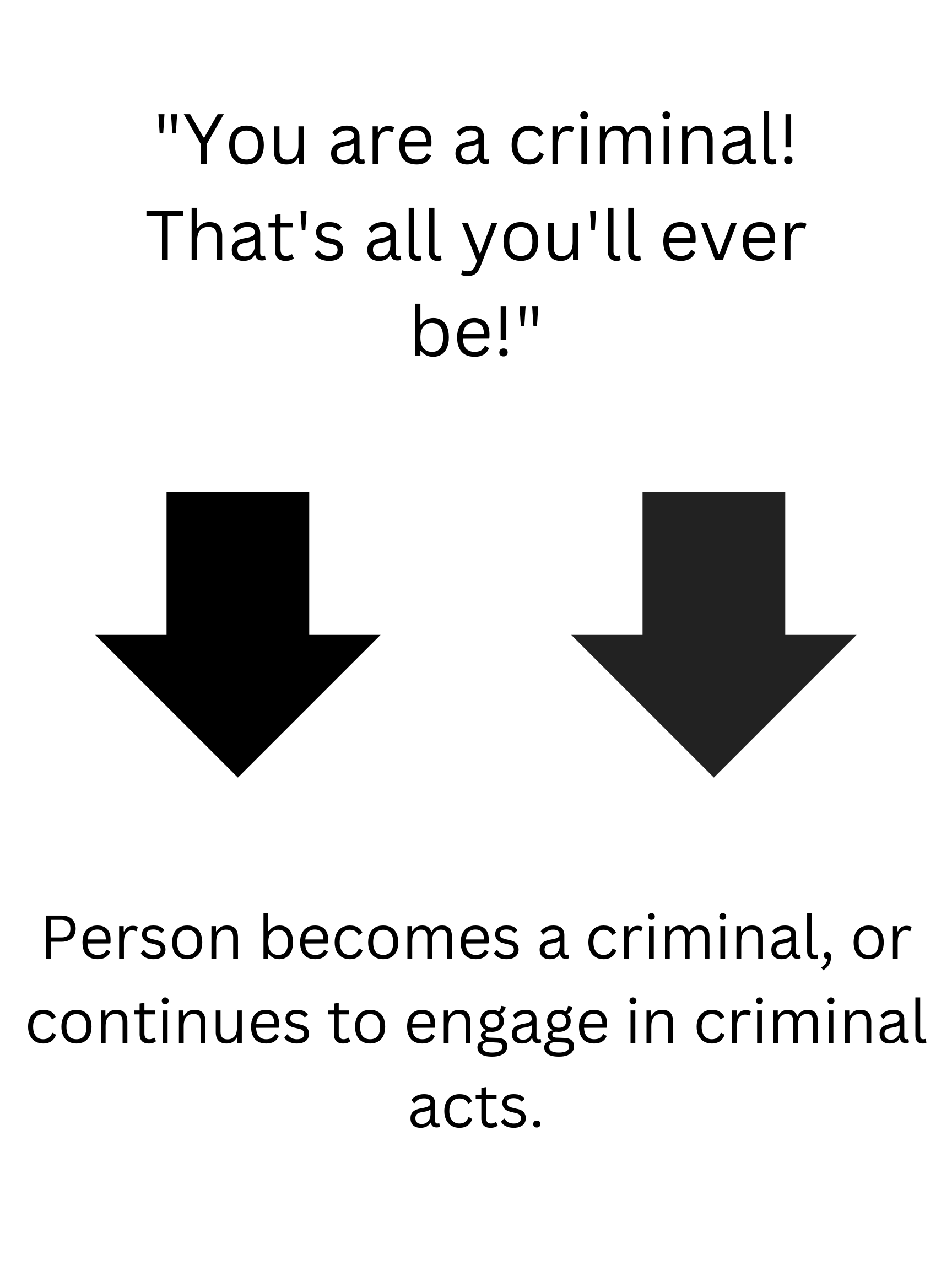
Ejemplo de la aplicación del estigma dentro de la teoría del etiquetado.

La teoría de la reacción social, teoría del etiquetado, teoría del etiquetamiento o labeling (en inglés labeling theory) es una de las teorías microsociológicas de la sociología de la desviación desarrollada durante la década de 1960 y 1970 que postula, en relación con las teorías de las relaciones sociales, que la desviación no es inherente al acto concreto sino que es una manifestación de la mayoría social que califica o etiqueta negativamente los comportamientos de las minorías al desviarse de las normas culturales estandarizadas de la mayoría. La teoría ha prestado especial atención a distintos colectivos o minorías que habitualmente sufren el etiquetado o calificación negativa por su desviación de la norma mayoritaria social (grupos de personas en situación de discapacidad física, psíquica o mental, criminales, homosexuales, niños, ancianos, minorías raciales, etc.).

## Concepto de etiquetado
La teoría del etiquetado defiende que la desviación no es inherente a un acto, sino que se muestra la tendencia de la mayorías a las calificación negativa o etiquetado de las minorías a las que ven como desviación del estándar de las normas culturales y sociales. La teoría hace referencia a cómo la propia identidad y el comportamiento de los individuos puede ser determinada o influida por los propios términos utilizados para describir o clasificar dicho comportamiento, y se asocia con el concepto de una profecía que se cumple y con los estereotipos.

## Origen y características

### Howard Becker
En la década de 1960 se empieza a estudiar la desviación desde la perspectiva del interaccionismo simbólico. Estos autores centran sus estudios no tanto en las posibles causas de la conducta desviada, sino en las formas de control e interacción social por las que se definen a ciertos individuos como desviados. La principal aportación teórica de esta escuela es la teoría del etiquetaje, que Howard Becker sintetiza de la siguiente manera:

Los grupos sociales crean la desviación estableciendo reglas cuya infracción constituye una desviación, y aplicando estas reglas a personas particulares, que etiquetan como outsiders [...] La desviación no es una cualidad de la acción cometida sino la consecuencia de la aplicación —por parte de otros— de reglas y sanciones. El desviado es alguien al que la etiqueta le ha sido puesta con éxito; el comportamiento desviado es el comportamiento etiquetado así por la gente.
Howard Becker.

El libro de Howard Saul Becker, Outsiders fue influyente en el desarrollo de esta teoría. 

### Desviación primaria y secundaria
Una de las aportaciones fundamentales de esta teoría es la distinción entre desviación primaria y secundaria realizada por Edwin Lemert. Dentro de la primaria se encuadrarían los incumplimientos de las normas que no hacen sentirse desviado a quien lo comete, ni es visto así por los demás. Dentro de la secundaria estarían por el contrario los incumplimientos que hacen cambiar la concepción que los demás tienen del autor, etiquetándolo como desviado. Este etiquetamiento provocará que el autor reorganice la percepción de sí mismo asumiendo la nueva definición que los demás dan de él.
La base de esta distinción está en el hecho de que, en realidad, prácticamente todo el mundo ha cometido actos desviados. Es difícil encontrar a alguien que no haya mentido, cometido algún pequeño robo o consumido alguna droga ilegal, pero pocas de estas personas son catalogadas —o autocatalogadas— como mentirosos, ladrones o drogadictos.
La desviación secundaria está muy relacionada con el concepto de estigma desarrollado por Erving Goffman, definido como una marca social negativa usada para definir a una persona. El estigma se convierte en un rol dominante del individuo y todos los actos pasados empiezan a reinterpretarse bajo la perspectiva del nuevo estigma, en un proceso de distorsión biográfica conocido como etiquetaje retrospectivo. Goffman desarrolló la posibilidad de que al estigmatizar a alguien —con mayor o menor motivo— se activasen una serie de mecanismos, como el rechazo social, que le impulsaran a buscar compañía entre quienes no le censuran —otros estigmatizados— reforzando así la identidad desviada e impulsándolo a continuar su carrera delictiva. De este modo la desviación podría ser una de esas profecías autorealizadas que Robert K. Merton elaboró basándose en el Teorema de Thomas.

### Fritz Sack - etiquetamiento en criminología
Fritz Sackes uno de los máximos representantes de teoría del etiquetado en Alemania prestándoles especial atención a la desviación y etiquetado de los criminales. Es el primer sociólogo que obtuvo la cátedra de criminología en la Universidad de Hamburgo.